# Выбор (премия)

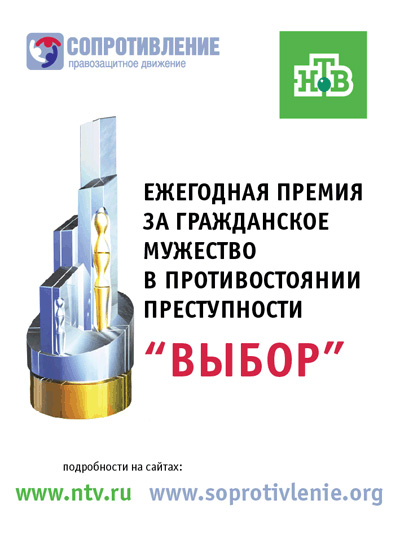

Премия «Выбор» — ежегодная премия за гражданское мужество в противостоянии преступности. Премия «Выбор» была учреждена телеканалом НТВ и правозащитным движением «Сопротивление».
Цель премии «Выбор» — найти, представить обществу и поощрить граждан, которые оказали сопротивление преступности.

## Общие положения
Премия вручается за личное мужество и гражданскую солидарность, проявленные в противостоянии преступности:
- простым гражданам России, которые, рискуя собой, спасли жизнь другого человека.
- сотрудникам правоохранительной системы, которым рамки их профессиональных обязанностей диктует не только устав, но и совесть.
- общественным и государственным деятелям, представителям СМИ, последовательно отстаивающим права жертв преступности в России."

### Календарь проведения премии «Выбор»
Первая торжественная церемония награждения - 3 ноября 2007 года, Театр «Модернъ». 
Вторая торжественная церемония награждения - 17 ноября 2008 года, Театр «Модернъ». 
Третья торжественная церемония награждения - 30 ноября 2009 года, Театр «Модернъ». 
Четвертая торжественная церемония награждения - 13 декабря 2010 года, Государственный музей А. С. Пушкина
Пятая торжественная церемония награждения - 12 декабря 2011 года, Государственный музей А. С. Пушкина
Шестая торжественная церемония награждения - 10 декабря 2012 года, Государственный музей А. С. Пушкина